# KD Rahmat

Le KD Rahmat (F-24) était une frégate exploitée par la marine royale malaisienne, commandée en 1966 sous le nom de Hang Jebat (en). Mis hors service en 2004, elle est devenue un navire musée avant d'être détruite en 2018.

## Conception
Sa conception mettait l'accent sur la simplicité et l'économie, mais avait une disposition inhabituelle des machines avec une turbine à gaz et un diesel entraînant deux hélices via une boîte de vitesses dans un arrangement CODOG (diesel ou gaz combiné). 
La conception du navire a servi de base au HTMS Makut Rajakumarn (en) construit pour la marine royalethaïlandaise par Yarrows. Le Rahmat a également été le premier navire de la région à être équipé d'un système de missiles sol-air. Le système de missile sol-air Sea Cat a été retiré lors d'un radoub en 1982 et remplacé par un canon Bofors supplémentaire de 40 mm. 
Initialement configuré comme une frégate de lutte anti-sous-marine, elle a également été utilisé comme navire-école de formation de la marine pour les officiers et les hommes après le radoub de routine en 2000. Pour renforcer son rôle en tant que navire de formation et de fournir plus d'espace d'hébergement pour stagiaires, ses armes et systèmes de sonar ont été retirés lors du radoub. Le navire a été mis hors service en 2004 et remis au gouvernement en 2008.

## Destin
Le navire a été converti en navire musée à Lumut en 2011. En raison d'avarie de coque, le navire a été jugé irrécupérable et mis à la ferraille en 2018.